# Malus soulardii
Malus soulardii là loài thực vật có hoa trong họ Hoa hồng. Loài này được (L.H. Bailey) 43+in+43+&+661+(pro sp.)+ mô tả khoa học đầu tiên năm 1897.